# Words on Bathroom Walls
Pour plus de détails, voir Fiche technique et Distribution.
Words on Bathroom Walls est un film américain réalisé par Thor Freudenthal, sorti en 2020.

## Synopsis
Adam entame un traitement expérimental pour lutter contre la schizophrénie paranoïde dont il est atteint. Il espère ainsi pouvoir se rapprocher de Maya, la fille de ses rêves.

## Fiche technique
- Titre : Words on Bathroom Walls
- Réalisation : Thor Freudenthal
- Scénario : Nick Naveda d'après le roman de Julia Walton
- Musique : Andrew Hollander
- Photographie : Michael Goi
- Montage : Peter McNulty
- Production : Thor Freudenthal, Mickey Liddell et Pete Shilaimon
- Société de production : Kick the Habit Productions et LD Entertainment
- Société de distribution : Roadside Attractions (États-Unis)
- Pays :  États-Unis
- Genre : Drame et romance
- Durée : 110 minutes
- Dates de sortie : 
  -  États-Unis : 21 août 2020
  -  France : 14 février 2021 (VOD)

## Distribution
- Charlie Plummer : Adam
- Andy Garcia : le père Patrick
- Taylor Russell : Maya
- AnnaSophia Robb : Rebecca
- Beth Grant : sœur Catherine
- Devon Bostick : Joaquin
- Lobo Sebastian : le garde du corps
- Molly Parker : Beth
- Walton Goggins : Paul
- Aaron Dominguez : Todd
- Reinaldo Faberlle : Manuel
- Drew Scheid : Ted
- Cruz Abelita : Danny
- Evan Whitten : Ricky

## Accueil
Le film a reçu un accueil favorable de la critique. Il obtient un score moyen de 61 % sur Metacritic.